# Barnumov učinek
Barnumov učinek (angleško Barnum effect) je psihološki pojav, do katerega pride, ko so posamezniki lahkovernega prepričanja, da določeni opisi osebnosti pritičejo zgolj njim, kljub temu da so pravzaprav dovolj splošni in nejasni, da lahko zajemajo širši obseg ljudi.
Sam izraz Barnumov učinek izhaja iz cinične pripombe ameriškega šovmana Phineasa T. Barnuma, »vsako minuto se rodi neumnež.« Njegova izjava se nanaša na naivno naravo ljudi,  da verjamejo vsemu, kar jim je o njih povedano, pri čemer se je izrecno nanašal na dovršene prevare cirkuške industrije, kateri je svoj čas dominiral. Ameriški psiholog Bertram Robin Forer, ki je učinek leta 1949 prvi preučeval, je tega sprva imenoval za »zmoto osebnega potrjevanja.« Kasneje leta 1956 pa je psiholog Paul Everett Meehl snoval izraz, pod katerim pojav poznamo danes- Barnumov učinek.

## Zgodnje preučevanje
Prve študije segajo v leto 1944, ko je Andrew B. Crider, kot prvi, v laboratorij pripeljal t. i. ocenjevalca osebnosti. Preizkus je izvedel v učilnici z mlado žensko, katere kariera je temeljila na branju osebnosti in dajanju nasvetov ljudem, ki so se nanjo obrnili za pomoč. V sklopu študije je opravila intervju z vsakim od Criderjevih študentov in jim podala seznam trditev, ki bi naj pritičile njihovem karakterju. Pravilnosti teh izjav so udeleženci nato ocenili. Izvedenih ni bilo nobenih statističnih zaključkov, Crider je zgolj pripomnil, da ga je odziv študentov tako presenetil kot tudi navdušil, saj so ti namreč pravilnosti trditev namenili razmeroma visoke ocene.
Resno se je preučevanja učinka lotil Forer, zaradi katerega pojav poznamo tudi pod imenom Forerjev učinek, ki je leta 1949 z 39 študenti dodiplomskega študija psihologije v učilnici izvedel eksperiment, kjer je bila njihova naloga rešiti test osebnosti. Teden kasneje je vsak od študentov prejel poročilo osebnosti, ob čemer so izvajalci dejali, da je vsak prejel edinstveno drugačen opis, ki bi naj izhajal iz  rezultatov dotičnega študenta, v resnici pa so vsem udeležencem podali zgolj en, popolnoma enak opis.
»Imate potrebo biti všečni in občudovani. Nagnjeni ste k samokritičnosti. Imate veliko neizkoriščenih zmožnosti, ki jih niste obrnili sebi v prid. Kljub temu, da imate nekaj osebnostnih pomanjkljivosti, ste jih sposobni nadomestiti. Vaša prilagoditev spolnosti vam predstavlja težave. Na zunaj delujete disciplinirano in polni samokontrole, znotraj pa ste navadno negotovi in zaskrbljeni. Občasno dvomite o svojih odločitvah in pravilnosti dejanj. Raje, kot omejitve in prepovedi imate raznolikost in možnosti sprememb. Ste ponosni neodvisni mislec, ki ne sprejema izjav drugih brez zadovoljivih argumentov. Spoznali ste, da ni modro preveč razkriti drugim. Včasih ste družabni, ekstravertirani, drugič pa introvertirani, previdni in zadržani. Nekatere vaše želje so precej nerealne. Varnost vam predstavlja enega glavnih življenjskih ciljev.«
Študenti so bili naprošeni, da ocenijo ustreznost svojega, domnevno personaliziranega, opisa na ocenjevalni lestvici od 0 (slabo) do 5 (popolno). Med 39 študenti ni bilo enega, ki bi podal oceno nižjo od 2 (povprečno). Končna povprečna ocena je znašala 4,3.

## Dejavniki
Forerjev opis je sestavljen tako, da je primeren za vse spole, in se je v ponovitvah, v zadnjih desetletjih, izkazal kot obnesljiv. Kljub temu pa je bilo med preučevalci manj strinjanja na temo vzroka učinka, zakaj učinek pravzaprav deluje tako dobro.
Šlo naj bi za delovanje dveh dejavnikov, in sicer izvora in same vsebine opisa. Ugotovili so, da so subjekti bolj naklonjeni k sprejemanju Barnumovih opisov kot resničnih, če so jim ti predhodno predstavljeni kot specifični zanje. Barnumovi opisi torej dosledno dokazujejo, da posamezniki, ki so zmotnega prepričanja, da so bili dotični opisi sestavljeni posebej za njih, običajno te ocenijo kot izjemno natančne in se z njimi lažje poistovetijo. 
Prav tako je poglavitno razmerje med pozitivnimi in negativnimi lastnostmi, podanimi v opisu. Ljudje nenehno hrepenimo po potrditvi in laskanju in tudi brez zadržkov in hitreje sprejemamo opise, ki nas hvalijo in poudarjajo naše čudovite lastnosti. Vendarle pa imajo dodane negativne predpostavke ključno vlogo pri uspešnosti Barnumovega učinka, saj dodajo mero zaznane in sprejemljive resničnosti, ne da bi direktno užalile ali vznemirile subjekt. Laskanje namreč ni nujno najboljši način za povečanje privlačnosti, kajti ne gre zgolj za dopustnost nezaželenih opisov, če so predstavljeni v na splošno laskavem kontekstu, marveč celo povečajo verodostojnost opisa z že omenjenim občutkom realnosti. Navadno oseba ni popolnoma pripravljena priznati lastnih napak in omejitev, zato so se izkazali kot najuspešnejši opisi, ki so to osebku sporočili v splošnem kontekstu, na podlagi katerega je še vedno mogoče zaključiti, da je dotična oseba zares čudovit človek. Subjekti so torej  lahkoverni v smislu, da verjamejo v edinstvenost opisov, pri čemer se ne zavedajo, da v enaki meri veljajo tudi za druge.
Kljub tej privlačnostni pristranskosti bi lahko eno izmed glavnih vodil sprejemanja Barnumovih opisov predstavljala tudi kognitivna napaka prilagajanja lastne sodbe, torej nezmožnost upoštevanja zaloge o sebi razpoložljivega znanja v nasprotju z znanjem o drugih. O sebi pomnimo več kot o komerkoli drugem, ob čemer je posledično relativno bolj verjetno, da bomo med danimi vedenjskimi dokazi našli takšne, ki potrjujejo lastnosti nas samih. Pomembno je seveda tudi razumeti, da se ljudje razlikujemo po osebnostnih lastnostih, ki med drugim tudi določajo našo občutljivost za pojave, kot je Barnumov učinek. Posamezniki z zunanjim občutkom nadzora splošno potrebujejo več odobravanja iz svojega okolja in so bolj dovzetni za razumevanje splošnih trditev kot vodil svoje prihodnosti in delovanja.
Prav tako so nekatere raziskave pokazale, da je učinek intenzivnejši, kadar je opis podan v sklopu projekcijskega namesto objektivnega testa, saj ta daje osebku možnost, da poda lastno možno razlago svoje osebnosti, tj. kaj je na njih posebnega. Ob znanju, da opis temelji na projekcijski vrsti testa, osebe razumejo opise bolj kot posledico analize lastnosti, v katerih se razlikujemo od drugih.

## Izrabljanje
Barnumov učinek se uporablja v raznih praksah, ki temeljijo na osebnem potrjevanju in t. i. hladnem branju, ki jih rutinsko uporabljajo astrologi, vedeževalci, mediji, bralci kart in drugi.Ti v ljudeh vzbudijo občutek globljega poznavanja in razumevanja, čeprav gre v večini primerov zgolj za način zaslužka na račun človeške lahkovernosti. V svojem delovanju ubirajo različne pristope, od fizičnega stika z ljudmi, sklicevanja na preminule prednike ali ustvarjanja šovinistične podobe, ki se občinstvu kaže kot mistična in superiorna, vse zavoljo večje kredibilnosti in prepričljivosti.Te dejavnosti, načeloma znane kot dobičkonosne, temeljijo na dobri teoretični osnovi. Pogosto so izvajalci izkušeni in učeni poznavalci delovanja in odzivanja človekove psihe, najboljša dela na to temo pa so raziskana in napisana ravno s strani profesionalnih psihologov.
Povratna informacija Barnumovega tipa preizkušenj je navadno tako splošno ubesedena, da jo je težko zavrniti. Izjave navadno zajemajo dve nasprotni si možnosti, »si X, vendar včasih si tudi Y.« Zaradi nejasnosti in širine obeh lastnosti se lahko vsak pod določenimi okoliščinami uvrsti pod eno ali drugo. Vedeževalci pogosto pri hladnih branjih, kjer ne vedo ničesar o osebi, začnejo s prav takšnimi trditvami, s katerimi se lahko strinja popolnoma vsak, in tako pridobijo zaupanje svojih klientov.
»Na trenutke si ekstravertiran, izjemno družaben, prijazen in te ni strah izraziti svojega mnenja. Spet včasih pa si bolj zadržan, previden v družbi in tih.« 
Narava takšnih opisov deluje tudi pomirjujoče, saj nam pogosto priskrbi občutek nadzora, tako pozitivnega kot negativnega, h kateremu kot čustvena in inteligentna bitja nenehno stremimo.  Potrebni razvedrila bomo v teh opisih zagotovo našli upanja vzbujajoče opise in nasprotno, ob občutku negotovosti bomo zagotovo iz teh splošnih opisov zmožni razbrati nekaj, kar bo naše strahove potrdilo.

## Horoskop
Velik del vere v te prakse zajema mreža naše domišljije, ki ustvarja lažno relevantnost, tako da se nam zdi, da je nekaj bilo zagotovo namenjeno prav nam. Gre pravzaprav za napako pretiranega zanimanja za samega zase. Danes je najbolj razvpit primer delovanja tega učinka poglabljanje v astrologijo. Če na eni strani astronomija razlaga o planetih, zvezdah in poudarja našo majhnost, skoraj nepomembnost v ogromni razsežnosti vesolja, astrologija pojasnjuje naše edinstvene osebnosti, upe, želje in posebno mesto v tej kozmični shemi.
Horoskopi zajemajo branja oziroma napovedi za dvanajst različnih tipov, imenovanih zodiakalna znamenja, ki delijo pot Sonca na dvanajst enakih delov. Ta vključujejo znake oven, bik, dvojček, rak, lev, devica, tehtnica, škorpijon, strelec, kozorog, vodnar in ribi. Vsak od nas spada pod enega izmed teh znamenj, glede na čas in lokacijo rojstva, horoskopski opisi pa navadno vključujejo tipične karakteristike posameznih znakov in napovedi za prihodnost le-teh.
Pogosto se zgodi, da posamezniki med priložnostnim pogovorom omenijo svoja astrološka znamenja in s tem omogočijo, da si preko njih ustvarijo stereotipne sodbe drug o drugem. Večkrat se tudi zgodi, da ljudje, ki se zares poglobijo v astrologijo in poznavanje znakov, njihovih karakteristik, položaja zvezd ob določenih rojstnih dnevih, opravičujejo svoja tako nesporna kot tudi težavna dejanja in vedenja. Če se nekdo pretirano identificira s svojim znakom, lahko popolnoma spremeni način, kako se predstavlja svetu zavoljo boljšega ujemanja med svojo osebnostjo in astrološkim opisom.
Ti opisi, splošni kot so, so torej najbolj znan in uporabljen način spodbujanja Barnumovega učinka. Sicer dokazano obstaja določen nivo korelacije med osebnostmi posameznikov in zodiakom, a to je bolj kot ne posledica učinka  priprave in krepitve. Priprava zajema neko splošno vzbujanje vrednot in vedenja oseb skozi podzavestno in zavestno zaznavo besedilnih in glasovnih dražljajev. Gre za kratkotrajen pojav, trajajoč zgolj nekaj minut do največ ene ure. Če smo npr. izpostavljeni spolno pristranski vsebini, bomo najverjetneje kasneje za krajši časovni interval tudi sami, glede na spol, mislili in ravnali v skladu s tem. Učinek krepitve pa se nasprotno nanaša na pozitivno povratno zanko, kjer se izpostavljamo določeni vsebini z namenom, da bomo nato ravnali v skladu z le-to, kar torej deluje v skladu z Barnumovim učinkom, saj avtomatsko vsebini pripišemo globlji pomen in ustreznost.

## Vpliv
Sam učinek je načeloma precej nedolžen, trenutek, ko pa temu ni več tako, se pokaže takrat, ko začne vplivati na naše sprejemanje življenjskih odločitev. Pretirana vera v personaliziranost splošnih opisov ovira našo zmožnost logičnega sklepanja in preračunavanja priložnosti, ki se nam ponujajo ter posledično tudi odločitev za najbolj optimalno možnost.
Sistemsko se slabost tega učinka kaže predvsem v prejemanju povratnih informacij s strani vodilnih. Kot rečeno, smo ljudje bolj naklonjeni sprejemanju pozitivnih izjav in lahko v primeru hvale naše skupine verjamemo, da je ta bolj kot drugim namenjena izrecno nam. Nasprotno torej splošno negativne izjave težje sprejmemo kot nekaj, kar pritiče nam, in v primeru kritike skupine podzavestno verjamemo, da je ta načeloma namenjena drugim članom skupine in ne nam samim.
Razumevanje delovanja Barnumovega učinka je imelo pomemben vpliv tudi na interakcijo večjih podjetij s svojimi strankami. Danes pri mnogih podjetjih pogosto zasledimo poskuse, da bi s strankami vzpostavili kar se da navidezno oseben odnos. Dajejo vtis edinstveno prilagojene izkušnje, kljub temu da je njihov cilj seveda pritegniti čim širšo publiko, s čimer spodbudijo stranke k vlaganju denarja v to podjetje in krepijo njihovo zvestobo znamki.
Po najnovejših dognanjih se učinek uporablja za osnovo AI programov, kot je ChatGPT, ki nam na vprašanja poda generične odgovore, vendar v nas, zaradi načina podajanja odgovorov in njihove oblike, vzbudi občutek, da se pogovarjamo z dejansko osebo, katere odgovori so prilagojeni nam.